# Кетби, Си Мохаммед
Си Мохаммед Кетби (фр. Si Mohamed Ketbi, р.27 декабря 1997) — бельгийский тхэквондист, призёр чемпионатов мира и Европейских игр.

## Биография
Родился в 1997 году в Схарбеке; сын чемпиона Бельгии Эль Хусейна Кетби. Тхэквондо занялся с 9 лет. В 2014 году стал бронзовым призёром Летних юношеских Олимпийских игр в Нанкине.
В 2015 году стал серебряным призёром чемпионата мира и завоевал бронзовую медаль Европейских игр.